# Mass Alert
Mass Alert（マサラー、英称：Mass Alert、1982年4月12日 - ）は、日本のミュージシャン。2009年にメジャーデビュー。長崎県出身。所属レーベル会社はSME Records。

## 経歴・人物
長崎県長崎市生まれ。長崎市立長崎中学校を経て長崎県立長崎東高等学校に進学。高校時代は野球部でエースを務めた。
大学卒業後に上京し、昼は郵便局員として働きながら、夜は歌手として活動する日々を送った。日華やMassattack（Spontaniaメンバー）らと交流しながら活動を続け、2009年にエスエムイーレコーズからメジャーデビューを果たした。

## ディスコグラフィ

### シングル
- 『Comoesta feat.Massattack from Spontania』（2009年7月22日発売）
  1. Comoesta feat.Massattack from Spontania（テレビ東京系「流派-R」OPテーマ）
  2. No reason feat. Mago from 2BACKKA
  3. distance
  4. Comoesta -Instrumental-
- 『小さな one for all feat.BAKI』（2009年11月4日発売）
  1. 小さな one for all feat.BAKI
  2. つきひ
  3. HOME
  4. 小さな one for all -Instrumental-
- 『ただ弱いだけじゃなくて僕らは…』（2010年5月26日発売）
  1. ただ弱いだけじゃなくて僕らは…（テレビ東京系「NARUTO-ナルト-少年篇」OPテーマ）
  2. いつだって君を（テレビ東京系「モヤモヤさまぁ〜ず2」EDテーマ）
  3. M〔OTHER〕
  4. ただ弱いだけじゃなくて僕らは…NARUTO-ナルト-少年篇 Ver.
- 『僕の手は君の為に』（2010年8月25日発売）
  1. 僕の手は君の為に（テレビ東京系「HEROMAN」EDテーマ）
  2. United
  3. めぐる季節を
  4. 僕の手は君の為に～TV Mix～

## メディア出演
- ベイエフエム『Dear Friends』